# 1972 en football
Cet article présente les faits marquants de l'année 1972 en football.

## Chronologie
- 5 mars : le Congo remporte la Coupe d'Afrique des Nations (CAN) en battant le Mali en finale. C'est la première « CAN » remportée par l'équipe du Congo. Le Cameroun se classe troisième du Tournoi en battant la République démocratique du Congo (ex-Zaïre).
  - Article détaillé : Coupe d'Afrique des nations 1972
- 17 mai : le club anglais de Tottenham remporte la toute première édition de la Coupe de l'UEFA en battant les Wolverhampton Wanderers en finale.

- 24 mai : les Glasgow Rangers remportent la Coupe des vainqueurs de Coupe face au Dynamo Moscou. C'est le premier titre continental remporté par les Glasgow Rangers.
  - Article détaillé : Coupe d'Europe des vainqueurs de coupe 1971-1972
- 25 mai : inauguration à Paris du « nouveau » Parc des Princes, à l'occasion du match olympique de football France-URSS. La finale de la Coupe de France 1972 qui se tient au Parc une semaine plus tard entre l'Olympique de Marseille et le Sporting Club de Bastia (4 juin) est la première finale de coupe disputée dans la nouvelle enceinte.
- 31 mai : l'Ajax Amsterdam remporte sa deuxième Coupe d'Europe des clubs champions face à l'Inter Milan grâce à deux buts de Johan Cruyff. De cette manière l'Ajax conserve son titre acquis en 1971.

- 4 juin : l'Olympique de Marseille remporte la huitième Coupe de France de son histoire en battant le Sporting Club de Bastia en finale (2-1).

- 18 juin : l'Allemagne remporte le Championnat d'Europe de football.
  - Article de fond : Championnat d'Europe de football 1972
- 10 septembre : La Pologne remporte le tournoi olympique de Munich (2-1 contre la Hongrie).

- 6 novembre : création de l'Institut national du football (INF) à Vichy.
- Première grève des joueurs professionnels français contre une mesure des dirigeants de clubs visant à revenir sur le « contrat librement déterminé ». À la suite d'une réunion d’urgence avec le ministre des Sports, Joseph Comiti, les joueurs obtiennent gain de cause et une charte du football professionnel entre en vigueur l'année suivante[1].

## ZoneCONCACAF
- Les faits marquants de l'année 1972 en football dans la zone CONCACAF (Amérique du Nord, Amérique centrale et Caraïbes).

### Coupe des champions de la CONCACAF
- Vainqueur : CD Olimpia  Honduras.
- Finaliste : SV Robinhood  Suriname.

### Champions nationaux
- CD Cruz Azul.
- CD Olimpia.
- Comunicaciones.
- Deportivo Saprissa.
- CD Águila.
- New York Cosmos.
- Industriales Havana.
- pas de championnat.
- pas de championnat.
- Defence Force.
- Santa Cecilia Club.

## Naissances
Plus d'informations : Liste de personnalités du football nées en 1972.
- 1er janvier : Lilian Thuram, footballeur, militant et essayiste français.
- 2 mars : Mauricio Pochettino, footballeur puis entraîneur argentin.
- 17 mars : Mia Hamm, footballeuse américaine.
- 22 mars : Christophe Revault, footballeur et entraîneur français († 6 mai 2021).
- 24 mars : Christophe Dugarry, footballeur français.
- 29 mars : Rui Costa, footballeur portugais.
- 19 avril : Rivaldo, footballeur brésilien.
- 23 juin : Zinédine Zidane, footballeur et entraîneur français.
- 17 juillet : Jaap Stam, footballeur néerlandais.
- 30 août : Pavel Nedvěd, footballeur tchèque.
- 4 novembre : Luís Figo, footballeur portugais.

## Décès
Plus d'informations : Liste de personnalités du football décédées en 1972.
- 25 février : décès à 82 ans de Gottfried Fuchs, international allemand.

## Liens
- RSSSF : Tous les résultats du monde